# Aztekium ritteri
Aztekium ritteri (укр. Ацтекіум Ріттера) — вид кактуса роду ацтекіум (Aztekium).

## Етимологія
Видова назва носить ім'я німецького геолога, ботаніка та колекціонера кактусів Фрідріха Ріттера.

## Ареал

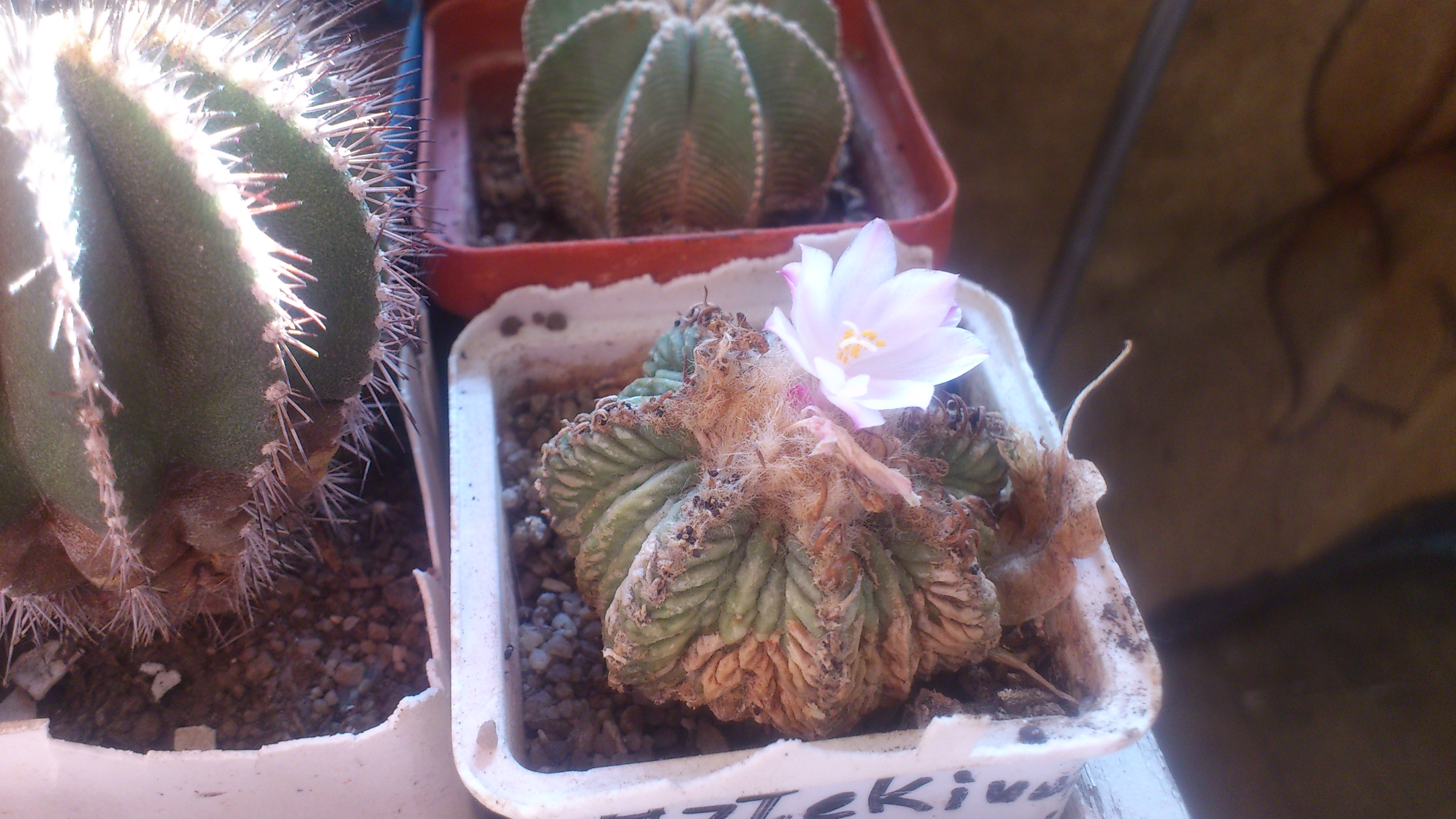
Цвітіння Aztekium ritteri у Миколаєві

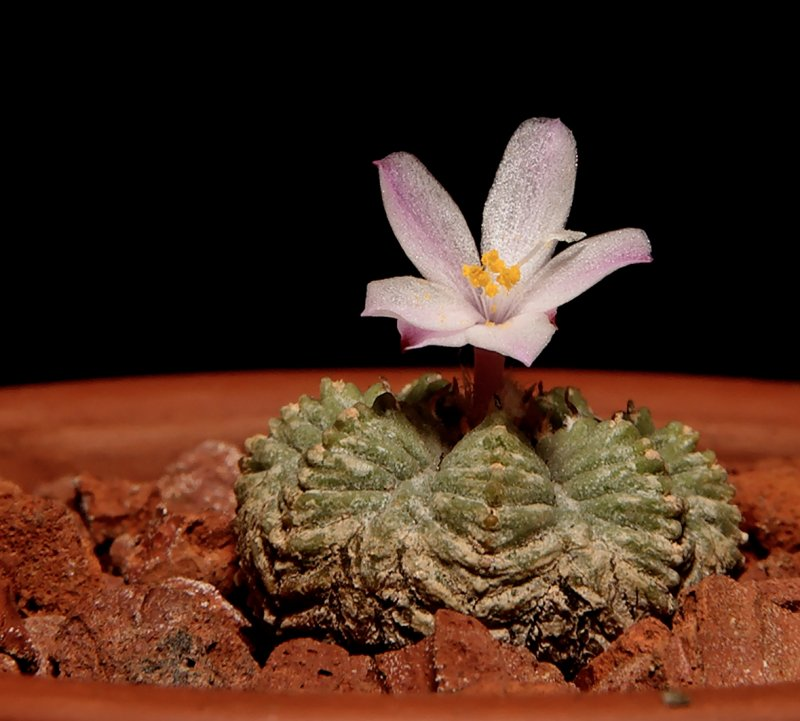
Aztekium ritteri

Ареал обмежується однією долиною у штаті Нуево-Леон, Мексика.

## Екологія
Зустрічається в тріщинах, на уступах і майже стрімких схилах сланцевих скель, до складу яких входять різні кварцити і глинисті наповнювачі. Ріпоподібне коріння ацтекіумів настільки міцно вростають в породу, що нерідко їх важко відокремити від скель.

## Морфологічний опис
Стебло темно-зеленої, незвичайної, кілька розпливчатою, кулясто-плескатої форми, не перевищує 4 см заввишки і 7 см в діаметрі, з втиснутою верхівкою. Обростає безліччю бічних пагонів.
Ребра опуклі, ніби то розпливчасті (9-11) з часто розташованими клиноподібними борозенками, що є характерною морфологічною особливістю цих кактусів.
Ареоли білуваті, у напрямку до верхівки більш шерстисті.
Радіальні колючки (1-3) світлі, тонкі, 0,3-0,4 см завдовжки, з часом опадають. Центральні колючки відсутні.
Квітки ніжно-рожеві, воронкоподібні, 0,5-0,8 см в діаметрі, з'являються з шерстистої верхівки.
Плоди блідо-рожеві.
Насіння пилоподібне, чорне.

## Догляд та утримання

### Умови вирощування
Це дуже повільно зростаючий — можливо, найповільніше зростаючий з усієї родини кактусів. Потребує хорошого дренажу і регулярного але обережного поливу в літній період. Віддає перевагу розташуванню у притіненному місці. Ґрунт повинен бути  повністю просушений до початку зимового відпочинку, тоді кактус може витримувати короткочасні заморозки до −4 °C.

### Розмноження
Звичайно розмножується насінням. Насіння дуже легко проростає, та вирощування сіянців — справа дуже трудомістка, саджанці дуже чутливі протягом перших двох місяців,  багато з них гинуть, не досягаючи життєздатних розмірів.Тому через 1,5-2 місяці після посіву рекомендується прищеплювати їх на перескіопсиси, молоді гілоцереуси або ехінопсиси. В оптимальних умовах (при температурі 25-28 °С) зрощування відбувається протягом доби. Через три-чотири роки рослини піддаються укоріненню.
Також ефективним способом розмноження є щеплення бічних пагонів. Рослини часто прищеплюють для підвищення темпів зростання.
Ацтекіуми є цінним колекційним матеріалом.

## Охоронний статус
Aztekium ritteri входить до Червоного списку Міжнародного союзу охорони природи видів, з найменшим ризиком (LC). 
Включений до Додатку I CITES.